# Peter K. Friz
Peter K. Friz – austriacki matematyk, od 2009 profesor Uniwersytetu Technicznego w Berlinie. W pracy naukowej zajmuje się matematyką finansową, analizą stochastyczną i stochastycznymi równaniami różniczkowymi cząstkowymi.

## Życiorys
Studiował na Uniwersytecie Technicznym w Wiedniu, École centrale Paris i University of Cambridge. Stopień doktora uzyskał w 2004 na New York University, promotorem doktoratu był S.R. Srinivasa Varadhan. W latach 2004–2009 pracował na University of Cambridge, po czym został profesorem Uniwersytetu Technicznego w Berlinie.
Swoje prace publikował m.in. w „Annales de l’Institut Henri Poincaré. Probabilités et Statistiques”, „Annals of Probability”, „Probability Theory and Related Fields”, „Journal of Differential Equations”, „Forum of Mathematics, Sigma”, „Transactions of the American Mathematical Society”, „Communications on Pure and Applied Mathematics” i „Annals of Mathematics”.
Zdobył dwa prestiżowe granty ERC: Starting Grant w 2010 i Consolidator Grant w 2015. W 2019 był wyróżnionym prelegentem (keynote speaker) na konferencji Dynamics, Equations and Applications (DEA 2019).
Wypromował kilkunastu doktorów.